# Hestvatn

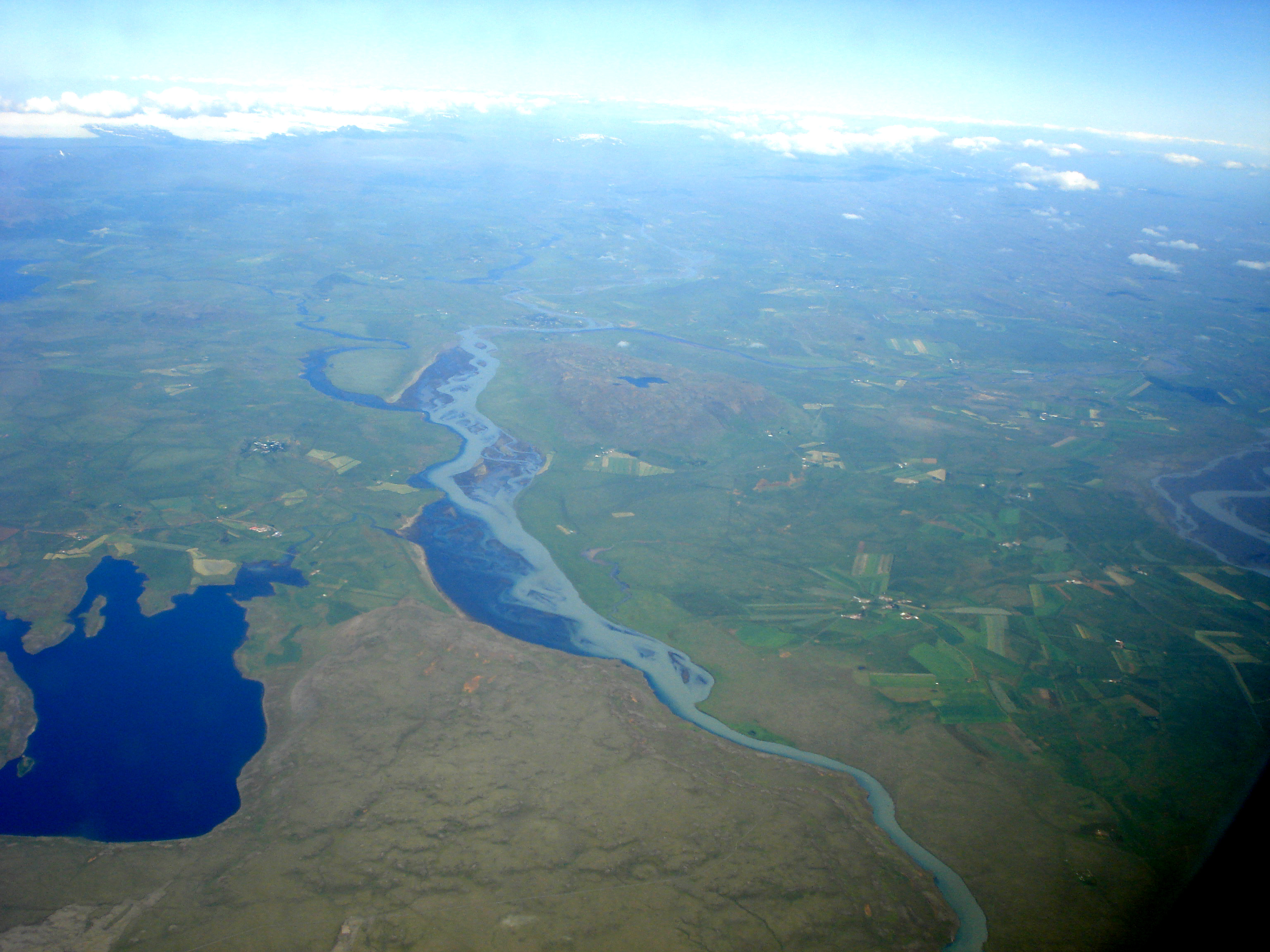
Jezioro Hestvatn po lewej. W centrum rzeka Hvítá. U dołu, pomiędzy nimi, góra Hestfjall. Widok w kierunku północnym

Hestvatn – jezioro w południowej Islandii, w gminie Grímsnes- og Grafningshreppur. Zajmuje pagórkowaty obszar po północno-zachodniej stronie wygasłego wulkanu Hestfjall, znajdując się ok. 60 km na wschód od Reykjavíku.

## Geografia

### Geomorfologia
Jezioro ma powierzchnię ok. 630 hektarów. Wysokość lustra znajduje się na wysokości ok. 57 m n.p.m. Głębokość wynosi 61,5 m. Tym samym, najniższy punkt dna znajduje się kilka metrów pod powierzchnią morza. Głębia – poniżej 8 metrów od poziomu lustra wody – zajmuje ok. 400 ha powierzchni jeziora. Płytsze strefy znajdują się w zatokach – nie licząc głębi otaczających pagórek Króalhol, na południowym krańcu półwyspu Austurnes. Linia brzegowa jest dobrze rozwinięta (K≈2,4), opatrzona kilkoma znacznymi przylądkami i półwyspami, jednak cechuje się łagodnymi, niezróżnicowanymi odcinkami.

### Geologia
Na przełomie XX i XXI, z dna jeziora pozyskano ok. 25 m rdzeń zawierający profil sedymentologiczny. Według przeprowadzonych badań, dolne 12 metrów odkładane było w środowisku morskim, podczas silnych zmian z bardzo szybkiej akumulacji piaszczystych turbidytów do powolnej depozycji osadów zawiesiny drobnoziarnistej. Założono, że akumulacja turbidytów pochodzi z gwałtownych powodzi lodowcowych (jökulhlaup) z młodszego dryasu, szacując ich wystąpienie na lata 10300 – 9000 p.n.e. W warstwach młodszych zauważalne były depozycje bogate w materiały organiczne wraz z obfitym materiałem piroklastycznym. Badanie wykazało, że obszar jeziora Hestvatn nie był przykryty lodowcem w okresie osiadania pobranego materiału sedymentacyjnego.

### Półwyspy
Najważniejsze półwyspy:
- Vesturnes – wrzyna się głęboko w północno-wschodni obszar jeziora. Przebieg N-S.
- Austurnes – wrzyna się głęboko w północny obszar jeziora. Przebieg NE-SW.
- Gunnutangi – niewielki, ale wyraźnie zarysowany, trójkątny przylądek w północno-wschodnim obszarze jeziora.

### Przylądki
Najznaczniejsze przylądki to:
- Björnstangi – położony nieco na zachód od Gunnutangi. Wraz z wyspą Vatnsneshólmi stanowią granicę między płytszą częścią zatoki Austurvík i głębią głównej części jeziora.
- Króarholstangi – niewielki obszar na wschodnim brzegu zatoki Heimavík.
- Tóftatangi i Heimastitangi – niewielkie przylądki położone na północ od Króarholstangi.
- Grjóttangi i Brekkoltshaus – niewielkie przylądki na południowo-wschodnim brzegu półwyspu Austurnes.
- Grafarnes – niewielki przylądek w północno-zachodniej części półwyspu Vesturnes.

### Zatoki
Główne zatoki to:
- Vesturvík – wybrzeże północno-zachodnie. W jego północno-zachodnim krańcu wpływają wody Galtarlækur i Krakalækur.
- Heimavík – wybrzeże północne, pomiędzy półwyspami Vesturnes i Austurnes. Po zachodniej stronie ciągnie się wyspa Lambhagi.
- Austurvík – wybrzeże wschodnie. Wpływa doń Grjótá z północy. Po stronie południowo-wschodniej łączy się z kanałem Ekra. Pomiędzy nimi znajduje się główne ujście wód z jeziora, dokonujące się poprzez rzekę Hestlækur.
- Feldarvík – wybrzeże południowo-wschodnie. Brzegi opierają się tu o stoki Hestfjall, są więc wybitnie strome
- Vatsnbotn – południowo-zachodni skraj jeziora.

### Wyspy
Na jeziorze znajdują się dwie większe wyspy:
- Lambhagi – połączone płycizną z półwyspem Vesturnes. Nazwę wyspy można przetłumaczyć jako "Jagnięca Łąka"
- Galtarhólmi – wyspa w południowej części jeziora, połączana płycizną z zachodnim wybrzeżem.

Prócz nich dostrzec można jeszcze Vatnsneshólmi przy wejściu do zatoki Austurvík oraz malutkie wysepki powstające w deltach rzek.

### Wody
Z jeziorem połączone są następujące rzeki:
- Grjótá – wypływa z torfowisk położonych na północ od jeziora, które poprzecinane są licznymi rowami melioracyjnymi. Wpływając do zatoki Austurvík, tworzy niewielką deltę,
- Galtarlækur i Krakalækur – łączą się ze sobą tuż przed wpłynięciem do zatoki Vesturvík. Odwadniają torfowiska – pierwszy od zachodu, drugi od północy,
- Ekra – kanał łączący jezioro z rzeką Hvítá, wpadając doń u północno-wschodnich stoków Hestfjall. Jest to jedyny stały ciek w pobliżu tej góry, który łączy się z wodami jeziora,
- Hestlækur – rzeka odprowadzająca wody jeziora do rzeki Hvítá.

### Fauna i flora
Wody jeziora są siedliskiem golców zwyczajnych, troci oraz mniejszych gatunków z rodzaju Salvelinus i węgorzy. W okolicach jeziora dominują bezleśne łąki i torfowiska.

### Osadnictwo i infrastruktura
Dostęp do jeziora możliwy jest dzięki (utwardzonym asfaltem) drogom nr 353 (w pobliże zatoki Vatsnbotn) i 354 (w pobliże ujścia do Hestlækur), skręcając w nie z drogi nr 35. Zabudowa koncentruje się między zatoką Vatsnbotn i rzeką Hvítá oraz w Sólheimar – miasteczku o gęstej zabudowie, oddalonym od jeziora o 3 km ku północy. Pojedyncze gospodarstwa znajdują się w okolicy dróg dojazdowych. Zabudowania takie często oddzielają kilkukilometrowe połacie torfowisk, a sama góra Hestfjall jest ich pozbawiona.
Większość terenów wykorzystywanych jest do wypasu zwierząt. W sąsiedztwie zatoki Austurvík i półwyspu Austurnes znajdują się największe obszary upraw rolnych, przy czym po południowej stronie tejże zatoki, są to uprawy nie łączące się z wypasem zwierząt. Mniejsze obszary rolne znajdują się w pobliżu dolnego odcinka Krakalækur i na wybrzeżu w okolicy wyspy Galtarhólmi.

## Ciekawostki
Jezioro Hestvatn i rzekę Hvítá dzieli odległość zaledwie nieco ponad kilometra. Dzięki różnicy wysokości między lustrami wody, wynoszącej około 20 metrów w pionie, wody jeziora mogłyby wyżłobić stromy przełom, skracając drogę, jaką przebywa woda z jeziora do morza o ok. 16 km. Aby jednak tak się stało, poziom wody w jeziorze musiałby pokonać jeszcze około 6-7 metrów naturalnej bariery, aby móc przelewać się do koryta rzecznego. To jednak, bez ingerencji człowieka lub gwałtownych sił przyrody (np. pęknięcie wywołane aktywnością sejsmiczną), nie jest możliwe. Gdyby podniósł się poziom lustra wody, jej nadmiar wciąż wydostawałby się przez dolinę rzeki Hestlækur i Ekry, co wymagałoby utworzenia zapory o długości 1-2 kilometrów.